# Altmannsberg (Berching)
Altmannsberg ist ein Gemeindeteil der Stadt Berching im Landkreis Neumarkt in der Oberpfalz in Bayern.

## Geschichte
Am 1. Januar 1972 wurde das Dorf Altmannsberg mit Matzenhof, Ritzermühle, Simbach und Wackersberg nach Holnstein mit Butzenberg und Rudersdorf eingemeindet. Am 1. Mai 1978 wurde diese Gemeinde dann nach Berching eingemeindet.

## St. Johannes und Paulus
St. Johannes und Paulus ist eine Saalkirche mit Ostturm aus dem 13. Jahrhundert. Umgestaltungen fanden im 14./15. Jahrhundert und 18. Jahrhundert statt. In der Nähe der Kirche ist auch ein Bodendenkmal mit Funden aus dem Mittelalter und der frühen Neuzeit.
Kirchlich gehört Altmannsberg seit 22. April 1811 zur Pfarrei Holnstein im Dekanat Neumarkt in der Oberpfalz. Zuvor gehörte der Ort zur Pfarrei Waldkirchen.